# Pithecellobium bijugatum
Pithecellobium bijugatum är en ärtväxtart som beskrevs av Robert Walter Schery. Pithecellobium bijugatum ingår i släktet Pithecellobium och familjen ärtväxter. Inga underarter finns listade i Catalogue of Life.